# جورج‌تاون (شهرستان لوزرن، پنسیلوانیا)
جورج‌تاون (به انگلیسی: Georgetown) یک منطقهٔ مسکونی در ایالات متحده آمریکا است که در شهرستان لوزرن، پنسیلوانیا واقع شده‌است. جورج‌تاون ۱٫۹ کیلومتر مربع مساحت و ۱٬۶۴۰ نفر جمعیت دارد.